# Fedi Ben Choug
Fedi Ben Choug, né le 12 mars 1995 à Paris, est un footballeur tunisien. Il joue au poste de milieu de terrain à l'Étoile sportive du Sahel.

## Biographie
Formé au Paris FC, il ne joue qu'une seule rencontre avec l'équipe réserve en CFA 2. Le 1er février 2015, il s'engage en faveur du FCM Aubervilliers en CFA, où il ne joue que deux rencontres.
Le 30 juillet 2015, il signe en Tunisie avec le Club sportif sfaxien, mais il n'arrive pas à s'imposer. Il est prêté lors du mercato hivernal au Stade tunisien. Le 7 septembre 2016, il part pour le Club athlétique bizertin, où il passe trois saisons et arrive à jouer plus régulièrement. Libre de tout engagement, il signe à l'Espérance sportive de Tunis pour trois saisons à partir du 1er juillet 2019.
Le 23 août 2022, il signe librement pour le HUS Agadir où il poursuit ses performances au Maroc, et cela jusqu'en 2024. Le 1er mars de cette année, il part en effet pour une courte durée au Kazakhstan, plus précisément au FC Turan (en). Lors du mercato estival de 2024, son nom est associé à plusieurs clubs en Tunisie, tels que l'Union sportive monastirienne et le Club sportif sfaxien. Finalement, il s'installe à Sousse en signant un contrat de deux saisons avec l'Étoile sportive du Sahel.

## Statistiques
| Saison                | Club                  | Championnat           | Championnat | Championnat | Coupe(s) nationale(s) | Coupe(s) nationale(s) | Supercoupe | Supercoupe | Compétition(s) continentale(s) | Compétition(s) continentale(s) | Compétition(s) continentale(s) | Supercoupe continentale | Supercoupe continentale | Total | Total |
| Saison                | Club                  | Division              | M.          | B.          | M.                    | B.                    | M.         | B.         | Comp.                          | M.                             | B.                             | M.                      | B.                      | M.    | B.    |
| 2014-2015             | FCM Aubervilliers     | CFA                   | 2           | 0           | -                     | -                     | -          | -          | -                              | -                              | -                              | -                       | -                       | 2     | 0     |
| 2015-2016             | Stade tunisien (prêt) | Ligue 1 Pro           | 11          | 0           | -                     | -                     | -          | -          | -                              | -                              | -                              | -                       | -                       | 11    | 0     |
| 2016-2017             | CA Bizerte            | Ligue 1 Pro           | 10          | 1           | 1                     | 1                     | -          | -          | -                              | -                              | -                              | -                       | -                       | 11    | 2     |
| 2017-2018             | CA Bizerte            | Ligue 1 Pro           | 17          | 0           | 4                     | 0                     | -          | -          | -                              | -                              | -                              | -                       | -                       | 21    | 0     |
| 2018-2019             | CA Bizerte            | Ligue 1 Pro           | 19          | 0           | 1                     | 0                     | 1          | 0          | -                              | -                              | -                              | -                       | -                       | 21    | 0     |
| Sous-total            | Sous-total            | Sous-total            | 46          | 1           | 6                     | 1                     | 1          | 0          | -                              | 0                              | 0                              | 0                       | 0                       | 53    | 2     |
| 2019-2020             | ES Tunis              | Ligue 1 Pro           | 14          | 4           | -                     | -                     | -          | -          | CAC+FIFA 2019                  | 4+5                            | 0+2                            | 1                       | 0                       | 24    | 6     |
| 2020-2021             | ES Tunis              | Ligue 1 Pro           | 13          | 1           | -                     | -                     | 1          | 0          | C1                             | 1                              | 0                              | -                       | -                       | 15    | 1     |
| 2021-2022             | ES Tunis              | Ligue 1 Pro           | 4           | 0           | 2                     | 0                     | 1          | 0          | C1                             | -                              | -                              | -                       | -                       | 7     | 0     |
| Sous-total            | Sous-total            | Sous-total            | 31          | 5           | 2                     | 0                     | 2          | 0          | -                              | 10                             | 2                              | 1                       | 0                       | 46    | 7     |
| 2022-2023             | HUS Agadir            | Botola Pro1           | 29          | 4           | 2                     | 1                     | -          | -          | -                              | -                              | -                              | -                       | -                       | 31    | 5     |
| 2023-2024             | HUS Agadir            | Botola Pro1           | 7           | 1           | -                     | -                     | -          | -          | -                              | -                              | -                              | -                       | -                       | 7     | 1     |
| Sous-total            | Sous-total            | Sous-total            | 36          | 5           | 2                     | 1                     | 0          | 0          | -                              | 0                              | 0                              | 0                       | 0                       | 38    | 6     |
| 2023-2024             | FC Turan (en)         | Premier-Liga          | 9           | 0           | 3                     | 0                     | -          | -          | -                              | -                              | -                              | -                       | -                       | 12    | 0     |
| 2024-2025             | ES Sahel              | Ligue 1 Pro           | 24          | 2           | 3                     | 0                     | -          | -          | -                              | -                              | -                              | -                       | -                       | 27    | 2     |
| 2025-2026             | ES Sahel              | Ligue 1 Pro           | 2           | 0           | -                     | -                     | -          | -          | -                              | -                              | -                              | -                       | -                       | 2     | 0     |
| Total sur la carrière | Total sur la carrière | Total sur la carrière | 161         | 13          | 16                    | 2                     | 3          | 0          | -                              | 10                             | 2                              | 1                       | 0                       | 191   | 17    |

## Palmarès
- Championnat de Tunisie (3) : 2020, 2021 et 2022
- Supercoupe de Tunisie (2) : 2020 et 2021